# João Frederico II, Duque da Saxónia
João Frederico II da Saxónia (Torgau, 8 de janeiro de 1529 – Steyr, 9 de maio de 1595), foi um duque e, durante um breve período de tempo, Eleitor da Saxónia (1554–1556).
Era o filho mais velho de João Frederico I, Eleitor da Saxónia, e da princesa Sibila de Cleves.

## Reinado e ambições militares

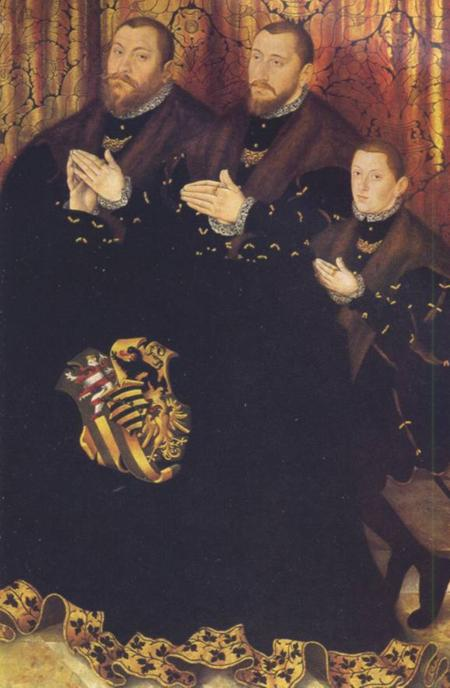
João Frederico II com os seus dois irmãos mais novosː João Guilherme, Duque de Saxe-Weimar e João Frederico III, Duque da Saxónia.

Depois da Batalha de Mühlberg (24 de Abril de 1547) e da prisão do seu pai, João Frederico e o seu irmão João Guilherme sucederam ao pai como regentes das terras que ainda pertenciam à sua família. Após a morte do seu pai em 1554, os irmão decidiram dividir as terras entre si de forma amigável; mesmo assim, João Frederico II continuou a ser o único regente das terras da da família. E, apesar de ter recebido Eisenach e Coburgo no tratado de divisão, João Frederico optou por residir em Gota.
Os objectivos políticos de João Frederico centraram-se no ressentimento que a família sentia por ter perdido o direito ao título de "Eleitor da Saxónia", e por recuperar as terras que tinham perdido devido à prisão do pai.  Recebeu o título de eleitor da Saxónia durante um breve período de tempo, entre 1554 e 1556, e voltou também a atrair a raiva do sacro-imperador, Maximiliano II, por se envolver em várias intrigas. Em 1563, o seu general preferido, Wilhelm von Grumbach atacou Würzburg, capturou e pilhou a cidade e obrigou o bispo e o capelão da mesma a devolver as suas terras ao príncipe-eleitor. Por causa disso, foi sujeito a um interdito imperial, mas, mesmo assim, recusou-se a retirar as suas tropas da cidade. Entretanto, Grumbach envolveu-se numa conspiração para assassinar o eleitor da Saxónia , Augusto; e foram emitidas proclamações a pedir a sua ajuda. Foi por esse motivo que acabaram todas as suas alianças, tanto dentro como fora da Alemanha.
Em Novembro de 1566 foi sujeito a um interdito imperial, tal como tinha acontecido a Grumbach no início do ano e Augusto marchou contra Gota. Os habitantes de Gota não mostraram grande oposição e um motim levou à conquista da cidade. Grumbach foi entregue aos seus inimigos e, depois de ser torturado, foi executado a 18 de Abril de 1567.
O sacro-imperador também impôs o Reichsacht (Interdito Imperial) a João Frederico II, na altura príncipe-eleitor da Saxónia. A Reichsexekution, [uma espécie de intervenção contra um único governante de um estado levada a cabo por outros estados para preservar o bem do resto do império] também foi colocada em marcha e até o irmão de João Guilherme participou nela.  Depois de o seu castelo em Gota ser cercado em 1566, João Guilherme foi derrotado e passou o resto da sua vida como prisioneiro imperial. As suas posses foram confiscadas pelo sacro-imperador e entregues a João Guilherme, que se tornou o único governante de todo o ducado da Saxónia.

## Casamentos e filhos

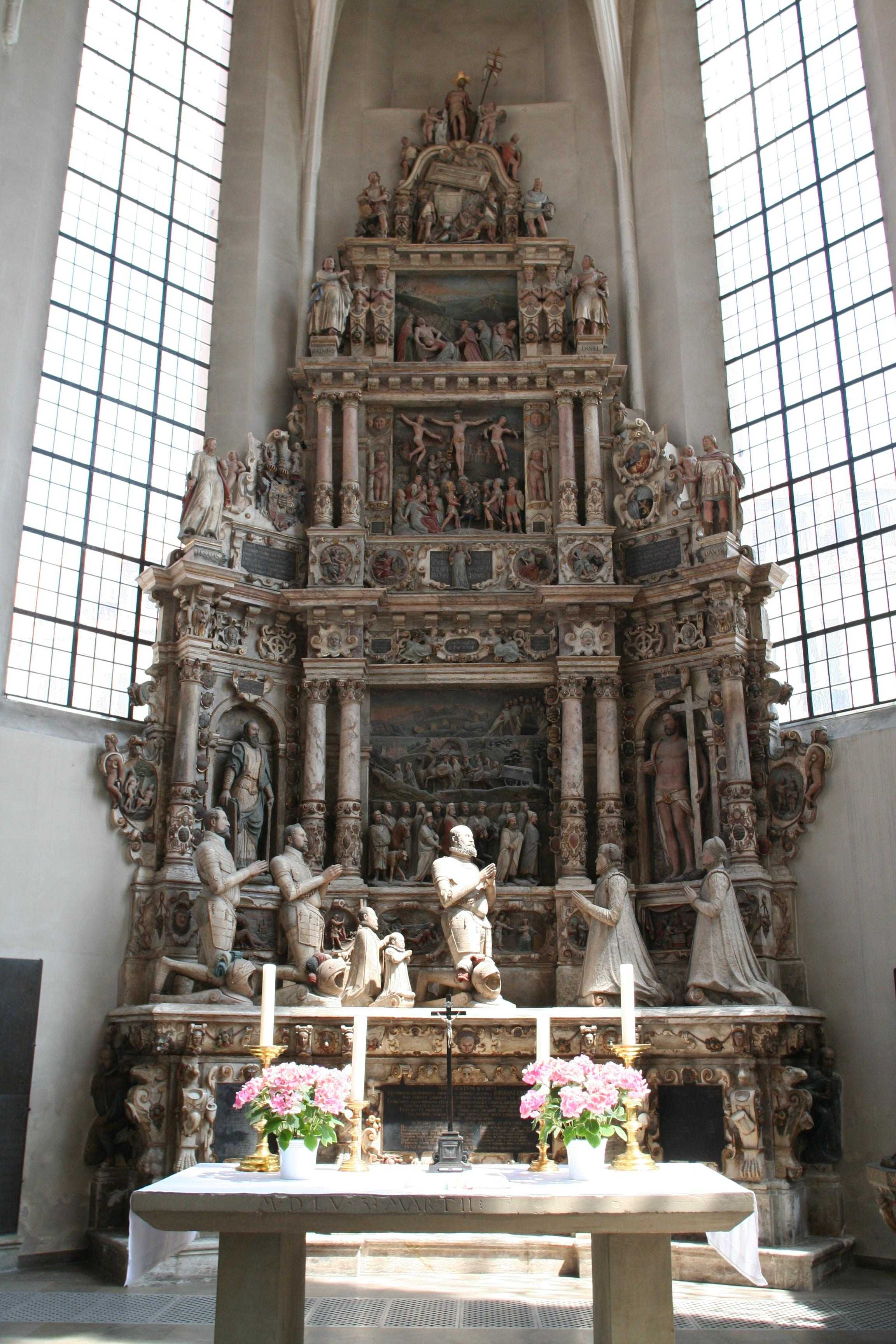
Epitáfio renascentista para o duque João Frederico II

João Frederico casou-se pela primeira vez em Weimar a 26 de Maio de 1555 com a princesa Inês de Hesse, eleitora-viúva da Saxónia. Seis meses depois do casamento, a princesa sofreu um aborto e morreu, a 4 de Novembro de 1555.
A 12 de Junho de 1558 João Frederico casou-se com a sua segunda esposa, a condessa Isabel do Palatinado-Simmern-Sponheim, filha de Frederico III, Eleitor Palatino. Tiveram quatro filhosː
1. João Frederico da Saxónia (30 de Novembro de 1559 – 8 de Agosto de 1560), morreu aos nove meses de idade;
2. Frederico Henrique da Saxónia (3 de Fevereiro de 1563 – 4 de Agosto de 1572), morreu aos nove anos de idade;
3. João Casimiro, Duque de Saxe-Coburgo (12 de Junho de 1564 – 16 de Julho de 1633), casado primeiro com a princesa Ana da Saxónia; sem descendência. Casado depois com a princesa Margarida de Brunswick-Lüneburg; sem descendência;
4. João Ernesto, Duque de Saxe-Eisenach (9 de Julho de 1566 – 23 de Outubro de 1638), casado primeiro com a princesa Isabel de Mansfeld-Hinterort, de quem teve apenas um filho nado-morto. Casado depois com a princesa Cristina de Hesse-Cassel; sem descendência.

## Sucessão
Mais tarde, o sacro-imperador colocou os dois filhos de João Frederico II contra o tio, João Guilherme; em 1572, foi feita a Divisão de Erfurt. O ducado da Saxónia foi dividido em três partes. O filho mais velho, João Casimiro, recebeu Coburgo, e o mais novo, João Ernesto, recebeu Eisenach. João Guilherme ficou apenas com a parte mais pequena, a região limitada de Weimar, mas, mais tarde, acrescentou também os distritos de Altemburgo, Gota e Meiningen ao seu ducado. Uma vez que possuía várias dinastias Ernestinas, a Turíngia também foi dividida, o que fez com que as posses dos Wettins (o ducado da Saxónia) que sempre tinham feito fronteira umas com as outras, fossem separadas pela primeira vez. As casas de Saxe-Weimar e Saxe-Altemburgo, que, mais tarde se separaram de Saxe-Weimar, descendem de João Guilherme.
João Frederico II morreu em 1595 e foi enterrado numa sepultura sumptuosa da autoria de Nikolaus Bergner na Morizkirche em Coburgo, que foi mandada construir pelo seu filho João Casimiro para si e para a sua esposa Isabel. Actualmente, os caixões encontram-se na cripta debaixo da igreja.:48

## Genealogia
| João Frederico II, Duque da Saxónia | Pai: João Frederico I, Eleitor da Saxônia | Avô paterno: João, Eleitor da Saxónia          | Bisavô paterno: Ernesto, Eleitor da Saxónia                 |
| João Frederico II, Duque da Saxónia | Pai: João Frederico I, Eleitor da Saxônia | Avô paterno: João, Eleitor da Saxónia          | Bisavó paterna: Isabel da Baviera, Eleitora da Saxónia      |
| João Frederico II, Duque da Saxónia | Pai: João Frederico I, Eleitor da Saxônia | Avó paterna: Sofia de Mecklemburgo (1481–1503) | Bisavô paterno: Magnus II, Duque de Mecklemburgo            |
| João Frederico II, Duque da Saxónia | Pai: João Frederico I, Eleitor da Saxônia | Avó paterna: Sofia de Mecklemburgo (1481–1503) | Bisavó paterna: Sofia da Pomerênia, Duquesa de Mecklemburgo |
| João Frederico II, Duque da Saxónia | Mãe: Sibila de Cleves                     | Avô materno: João III, Duque de Cleves         | Bisavô materno: João II, Duque de Cleves                    |
| João Frederico II, Duque da Saxónia | Mãe: Sibila de Cleves                     | Avô materno: João III, Duque de Cleves         | Bisavó materna: Matilde de Hesse                            |
| João Frederico II, Duque da Saxónia | Mãe: Sibila de Cleves                     | Avó materna: Maria de Jülich-Berg              | Bisavô materno: Guilherme IV, Duque de Jülich-Berg          |
| João Frederico II, Duque da Saxónia | Mãe: Sibila de Cleves                     | Avó materna: Maria de Jülich-Berg              | Bisavó materna: Sibila de Brandemburgo                      |